# Afkalkning
Et afkalkningsmiddel anvendes til at forhindre eller fjerne kalkaflejringer og dermed kalksten. Afkalkningsmidler indeholder typisk syrer. Processen kaldes afkalkning.

## Husholdning
Afkalkere kan typisk anvendes til at fjerne kalkaflejringer fra f.eks. vandhaner, kedler, kaffemaskiner, toiletter og vandrør.

## Sodavandsmetoden
Brugsvandskomponenter i bygningsvandinstallationer, som får hårdt vand, vil kalke til og kan afkalkes med en svag syre; kulsyre som dannes ved at udsætte brugsvandet for CO2 i 2-4 måneder.

 
Denne afkalkningsmetode kaldes sodavandsmetoden.

## Forebyggelse
Det har været fremme og diskuteret, at de dele af Danmark, som i dag har hårdt brugsvand, kan få vandet afkalket i vandværket, med formålet hindring eller mindskning af kalkaflejringer i brugsvandskomponenter.

Hårdt vand koster vandfødede hvidevarer levetid og visse hvidevarer gør at mere fosfat sendes ud i havet eller til rensningsanlæg.